# Constantin Lăcătușu
Constantin Lăcătușu (n. 21 februarie 1961, Piatra Neamț) este un alpinist, geolog și cameraman român, fiind primul din România care a cucerit vârful Everest (8.848 m), la 17 mai 1995.

## Biografie
Constantin Lăcătușu s-a născut la data de 21 februarie 1961, în municipiul Piatra Neamț. A urmat cursurile liceului "Petru Rareș" din Piatra Neamț și în 1986 a absolvit Facultatea de Geologie din București. El are doua fiice, Iris Petra Lăcătușu și Ana Carina Lăcătușu, împreună cu realizatoarea TV Irina Păcurariu.  

## Proiectul „Cele 7 vârfuri”
Constantin Lăcătușu este singurul român care a urcat pe cele mai înalte vârfuri ale celor șapte continente, completând lista lui Messner (lista Carstensz) în 8 ani și 166 zile. 
- iunie 1990: Elbrus (5.642 m).
- 4 februarie 1995: Kilimanjaro (5.895 m) - ruta Marangu
- 17 mai 1995: Everest (8.848 m) - premieră românească, ruta Pasul de Nord - creasta nordică - creasta nord-estică. [2]
- 16 februarie 1996: Aconcagua (6.962 m) - ruta normală.
- 4 iunie 1997: McKinley (Denali) (6.194 m) - prima ascensiune a unei echipe românești, ruta West Butress.
- 25 aprilie 2000: Puncak Jaya (Piramida Carstensz) (4.884 m) - premieră românească, ruta Messner (creasta Estică).
- 10 decembrie 2001: Masivul Vinson (4.897 m) - ruta normală.

## Ascensiuni notabile
În Africa:
- 1995: Kilimanjaro (5.895 m) - ruta Marangu; Muntele Kenya - Vf.Batian (5.199 m) - premieră romanească și Vf. Point Lenana (4.985 m).

În America de Sud:
- 1996: Aconcagua (6.962 m) - ruta normală; Cerro Cuerno (5.462 m) - premieră românească, fața sud-vestică.

În America de Nord:
- 2009: Gunnbjørn Fjeld (3.694 m) - premieră românească; Peak Capuccino (3.256 m); Petra Peak (3.307 m) - premieră mondială, ascensiune solitară; Cone (3.669 m) - premieră românească; Dome (3.683 m) - premieră românească.[3][4]
- 1997: McKinley (Denali) (6.194 m) - prima ascensiune a unei echipe românești, ruta West Butress.

În Asia:
- 2006: Europa Peak (6.403 m) - vârf virgin din masivul Tsartse (regiunea Mukut Himal).[5][6]
- 2004: Rifil Peak (6.200 m) - vârf virgin situat pe Broken Glacier (regiunea Kangchenjunga), premieră mondială; Tsisima Peak (6.250 m) - vârf virgin situat pe Tsisima Glacier (regiunea Kangchenjunga), premieră mondială. Ascensiunea a fost realizată împreună cu Ioan Torok.[7]
- 2003: Machermo (6.237 m) - vârf virgin din zona Gokio (regiunea Khumbu), traseu în premieră mondială. Din echipa românească au mai făcut parte: Viorel Amzaroiu și Vladimir Condratov.
- 1999: Dhaulagiri vîrful premergător nord-estic (8.140 m) - ascensiune solitară.
- 1998: Cho Oyu (8.201 m) - prima expediție integral românească învingătoare pe un vârf de peste 8000 m, fără oxigen suplimentar.
- 1995: Everest (8.848 m) - premieră românească, ruta Pasul de Nord - creasta Nordică - Creasta Nord-Estică. [2]
- 1992: Broad Peak (8.051 m) - premieră românească pe un vârf de peste 8.000 m.[8]

În Europa:
- 2006: Teide (3.718 m), Mont Blanc (4.810 m), Grossglockner (3.798 m), Zugspitze (2.962 m) (toate împreună cu Simion Poiană).
- 2005: Weisshorn (4.505 m) (împreună cu Lucian Mihai).
- 2004: Castor (4.228 m) - premieră românească; Pollux (4.092 m) - premieră românească; Liskamm (4.527 m) - traseu în premieră mondială, fața nordică. Toate ascensiunile efectuate împreună cu Cezar Cordun, Simion Poiană și Robert Tutuianu.
- 1994: Monte Rosa - Vf. Dufourspitze (4.634 m) - prima ascensiune a unei echipe românești; Breithorn (4.164 m) – premieră românească, peretele nord-vestic, ruta Welzenbach; Matterhorn (4.478 m); Rimpfischhorn (4.199 m) - premieră românească. Toate ascensiunile au fost realizate cu echipa: A.Beleaua, V.Tofan, C.Vrabie.
- 1993: Nakratau (4.451 m) - premieră românească; Keishi (3.702 m) - premieră românească; traversarea Nakratau-Donguzorun - premieră românească; Elbrus (5.642 m); Pic Sciurovski (4259m) - peretele nordic, ruta Herghiani. Toate ascensiunile realizate cu echipa Lynx P.Neamț (V.Tofan, A.Vivirschi, L.Mihai, L.Constantinescu, S.Baciu).
- 1991: Donguzorun (4.458 m) - premieră românească, ascensiune solitară; Ullu Tau W (4.203 m).
- 1990: Elbrus Est (5.621 m), Ushba (4.710 m), Pic Sciurovski (4.259 m), Chatin-Tau W (4.200 m).

În Oceania:
- 2000: Puncak Jaya (Piramida Carstensz) (4.884 m) - premieră românească, ruta Messner (creasta estică).

În Antarctica:
- 10 decembrie 2001: Masivul Vinson (4.897 m) - ruta normală.

Alte încercări notabile:
- 1994: Everest (8.848 m) - a atins altitudinea de 8.100 m pe o rută nouă, pe fața nord-nord-estică din Tibet.
- 1996: Dhaulagiri (8.167 m) - s-a oprit la cca. 7.800 m din cauza vremii nefavorabile.
- 1998: Cho Oyu (8.201 m) - pe o rută nouă a ajuns la o altitudine de 7.500.
- 2004: Janak Peak (7.090 m) - vârf virgin din regiunea Kangchenjunga; împreună cu Ioan Torok atinge 6.500 m pe versantul vestic.[7]
- 2008: Lhotse (8.516 m) - ascensiune solo, fără oxigen suplimentar, până la altitudinea de 8.300 m.

## Premii și distincții
Premii sportive:
- 1992: Maestru emerit al Sportului, distinctie MTS (Ministerul Tineretului si Sportului).
- 1994: “Trofeul Fair-Play” acordat de către Comitetul Olimpic Român pentru acțiunea de salvare din Everest. [9]
- 1999: marele premiu „Cel mai bun sportiv al anului” (alături de Gabriela Szabo). [9]
- 2000: Ordinul National “Steaua Romaniei” in grad de Cavaler (Presedintia Romaniei).[necesită citare]

Premii de televiziune:
- 1996: premiul A.P.T.R pentru film-document („Alison Hargreaves - Regina Everestului”).[10]
- 1998: Marele Premiu la gala A.P.T.R. pentru documentarul „Alaska - Ultima Frontiera”.[11][12]
- 2004: premiul A.P.T.R pentru documentar etnografic („Țara Șerpașilor - Lumea de dincolo de nori”).[13]

## Documentare realizate
- 1996: „Alison Hargreaves - Regina Everestului”
- 1997: „Alaska - Ultima Frontiera”
- 2003: „Țara Șerpașilor - Lumea de dincolo de nori” (împreună cu Irina Păcurariu)

## Legături interne
- en  List of climbers and mountaineers
- fr  Liste de grimpeurs et d'alpinistes
- de  Liste berühmter Bergsteiger